# Chiara Mastalli
Chiara Mastalli (née le 2 août 1984 à Rome) est une actrice italienne. Sur le plan international, elle est surtout connue pour son rôle d'Eirene dans la série télévisée Rome.

## Biographie
Née à Rome en 1984, Chiara  Mastalli commence sa carrière à l'âge de six ans, par le tournage d'un spot publicitaire pour la Ford Fiesta. En 2001, elle tourne dans le court-métrage Ten Minutes Older - The Cello, et en 2003 apparaît sur grand écran avec un petit rôle dans le film Souviens-toi de moi (Ricordati di me) de Gabriele Muccino puis dans Uomini & donne, amori & bugie de Eleonora Giorgi. 
Après avoir joué, en 2004, le rôle de Marie-Madeleine dans le film Tre metri sopra il cielo de Luca Lucini, elle gagne en popularité avec le rôle de Simona dans le film Notte prima degli esami, de Fausto Brizzi, qui la dirigera également en 2007 dans Notte prima degli esami - Oggi.
Elle participe également à un certain nombre de séries télévisées, parmi lesquelles Sei forte, maestro, Carabinieri, Padri e figli, Un posto tranquillo 2, Distretto di Polizia, Il maresciallo Rocca. Elle interprète de rôle de l'esclave Eirene dans la série internationale Rome. En 2007, elle apparaît sur Canale 5, dans la série télévisée Codice Rosso.
Elle retourne au grand écran avec Amore, bugie e calcetto, sous la direction de Luca Lucini.

## Filmographie

### Cinéma
- 2001 : Ten Minutes Older: The Cello
- 2003 : Souviens-toi de moi (Ricordati di me) de Gabriele Muccino
- 2003 : Tre metri sopra il cielo de Luca Lucini
- 2003 : Uomini Donne Bambini e Cani d'Eleonora Giorgi
- 2005 : Notte prima degli esami de Fausto Brizzi
- 2007 : Notte prima degli esami - Oggi de Fausto Brizzi
- 2008 : Amore, bugie e calcetto de Luca Lucini
- 2012 : Com'è bello far l'amore de Fausto Brizzi
- 2013 : Un fantastico via vai de Leonardo Pieraccioni
- 2017 : Nove lune e mezza de Michela Andreozzi (it)

### Télévision
- 2000 : Sei forte maestro
- 2002 : Carabinieri
- 2002 : Casa famiglia
- 2003 : Padri e Figli
- 2005-2012 : Giovanna, commissaire
- 2005 : Il Maresciallo Rocca 5
- 2005 : Simuladores
- 2005 : Rome
- 2005 : L'amore spezzato
- 2005 : Codice rosso
- 2008 : Les Spécialistes : Investigation scientifique
- 2009 : I Liceali 2
- 2010 : Rex, chien flic
- 2014 : Un sacré détective (Don Matteo), épisode Il coraggio di una figlia
- 2016 : L'allieva
- 2017 : Love Snack
- 2018 : Un sacré détective (Don Matteo), épisode La mia giustizia